# Hjalmar Ling
Hjalmar Fredrik Ling, född den 14 april 1820, död den 9 mars 1886, var en svensk gymnastikpedagog, och son till Pehr Henrik Ling.
Hjalmar Ling genomgick Gymnastiska centralinstitutet 1841–1842, tjänstgjorde där som underlärare (hjälplärare) 1843–1858, som tillförordnad överlärare 1858–1864 och som överlärare och professor 1864–1882. På 1850-talet företog han två längre resor till Tyskland och en till Frankrike.
Han grundade den svenska skolgymnastiken och systematiserade faderns idéer.
Bland Hjalmar Lings skrifter märks Tabeller i friskgymnastik för Gymnastiska centralinstitutets lärokurser (1866, 7:e upplagan 1908), Rörelselära (1866, förkortad upplaga 1884), samt Öfversikt af rörelselära (1880). Han utgav och ordnade dessutom Lars Gabriel Brantings efterlämnade handskrifter (3 band 1882-85). Av Lings över 2 000 ställningar och rörelser utgavs 500 stycken av Gymnastiska centralinstitutet år 1893.
Hjalmar Ling är begravd intill fadern Per Henrik Ling i friluftsgraven vid Lings kulle nära Annelunds gård vid Haga-Brunnsviken i Kungliga Nationalstadsparken.